# Chileomma rinconada
Chileomma rinconada är en spindelart som beskrevs av Platnick, Shadab och Sorkin 2005. Chileomma rinconada ingår i släktet Chileomma och familjen Prodidomidae. Inga underarter finns listade i Catalogue of Life.